# Biernacki
Biernacki, Biernacka – polskie nazwisko, w Polsce nosi je ok. 13 tys. osób.
Osoby noszące nazwisko Biernacki:
- Alina Biernacka (ur. 30 września 1942 w Warszawie) – polska artystka malarka i poetka.
- Alojzy Prosper Biernacki herbu Poraj (ur. 21 czerwca 1778 w Siąszycach, zm. 8 września 1854 w Paryżu) – ziemianin kaliski, członek opozycji sejmowej kaliszan, minister skarbu Rządu Narodowego w czasie powstania listopadowego.
- Wołodymyr Biernacki (ur. 8 czerwca 1938 w Sośnice) – ukraiński artysta, malarz, graphic designer.
- Andrzej Biernacki (ur. 13 września 1931 w Imielnie) – polski historyk literatury, krytyk literacki, felietonista i edytor
- Cezary Biernacki (ur. 28 sierpnia 1827 w Kaliszu, zm. 27 stycznia 1896 w Warszawie) – polski pisarz, historyk, archeolog, bibliofil, bibliograf, encyklopedysta.
- Edmund Biernacki (ur. 19 grudnia 1866 w Opocznie, zm. 29 grudnia 1911 we Lwowie) – polski lekarz.
- Gabriel Józef Alojzy Biernacki herbu Poraj (ur. 18 marca 1774 w Kołdowie, zm. 1834 w Zamościu) – uczestnik insurekcji kościuszkowskiej, wojen napoleońskich oraz generał brygady i naczelnik wojenny województwa kaliskiego w powstaniu listopadowym.
- Grażyna Biernacka (ur. 17 czerwca 1952 w Puławach) – poseł na Sejm PRL IX kadencji.
- Iwona Biernacka (ur. 1 listopada 1949 w Olsztynie) – polska aktorka teatralna i telewizyjna.
- John Biernacki (1865–1918) – brytyjski lekarz
- Konstancja Biernacka (ur. 1773 w Działyniu, zm. 1839 w Małkowie) – polska pisarka.
- Marek Biernacki (ur. 28 kwietnia 1959 w Sopocie) – polski polityk, prawnik, poseł na Sejm III, V i VI kadencji, były minister spraw wewnętrznych i administracji.
- Maria Biernacka (ur. 1 listopada 1917 w Potakówce, zm. 14 kwietnia 2007 w Warszawie) – polska etnografka, profesor doktor habilitowany, kapitan Batalionów Chłopskich, major Wojska Polskiego.
- Marianna Biernacka (ur. 1888 w Lipsku, zm. 13 lipca 1943. w Naumowiczach) – polska błogosławiona Kościoła katolickiego.
- Mieczysław Józef Biernacki (1862–1948) – lekarz oraz działacz społeczny, gospodarczy i polityczny w Lublinie
- Mieczysław Kwiryn Biernacki (1891–1959) – matematyk i chemik, syn Mieczysława Józefa Biernackiego
- Mieczysław Biernacki (1891–?) – podpułkownik dyplomowany kawalerii Wojska Polskiego
- Mieczysław Biernacki (ur. 1933) – polski dyplomata, pracownik MSZ od 1956, ambasador Polski w Kolumbii (1987–1992), ambasador Polski w Kostaryce (1997–2001)
- Mikołaj Biernacki pseud. Rodoć (ur. 6 czerwca 1836 w Cyganówce Zielenieckiej, zm. 31 sierpnia 1901 we Lwowie) – poeta, satyryk, redaktor, współwłaściciel księgarni, wydawca, związany ze środowiskiem galicyjskich demokratów.
- Mirosław Biernacki ps. „Generał” (ur. 24 czerwca 1928, zm. 30 sierpnia 1944 w Warszawie) – kapral, powstaniec warszawski
- Paweł Biernacki (ur. 1740, zm. 23 września 1826 w Bartochowie) – polski szlachcic.
- Stefan Dąb-Biernacki (ur. 7 stycznia 1890 w Gnojnie, zm. 9 lutego 1959 w Londynie) – generał dywizji Wojska Polskiego.
- Tomasz Biernacki (1924–1989) – polski  inżynier, pracownik naukowy, wykładowca, rektor Politechniki Gdańskiej
- Tomasz Biernacki (ur. 1973) – polski przedsiębiorca, menedżer, założyciel i współwłaściciel sieci handlowej Dino Polska
- Tomasz Biernacki (ur. 5 lipca 1974) – polski dyrygent
- Wacław Kostek-Biernacki (ur. 28 września 1884 w Lublinie, zm. 25 maja 1957 w Warszawie) – pisarz i poeta, działacz sanacyjny, wojewoda nowogrodzki i poleski, pułkownik piechoty Wojska Polskiego.